# NGC 5871
NGC 5871 је појединачна звезда у сазвежђу Девица која се налази на NGC листи објеката дубоког неба.
Деклинација објекта је + 0° 29' 51" а ректасцензија 15h 10m 4,8s. Привидна величина (магнитуда) објекта NGC 5871 износи 14,4.